# Шашечница Аврелия
Шашечница Аврелия, или шашечница аврелия (лат. Melitaea aurelia) — вид настоящих нимфалид из рода шашечниц. Время лёта: с июня по август.

## Распространение
Распространёны в Европе и Западной Азии.

## Описание
Размах крыльев этой шашечницы 28—32 мм.

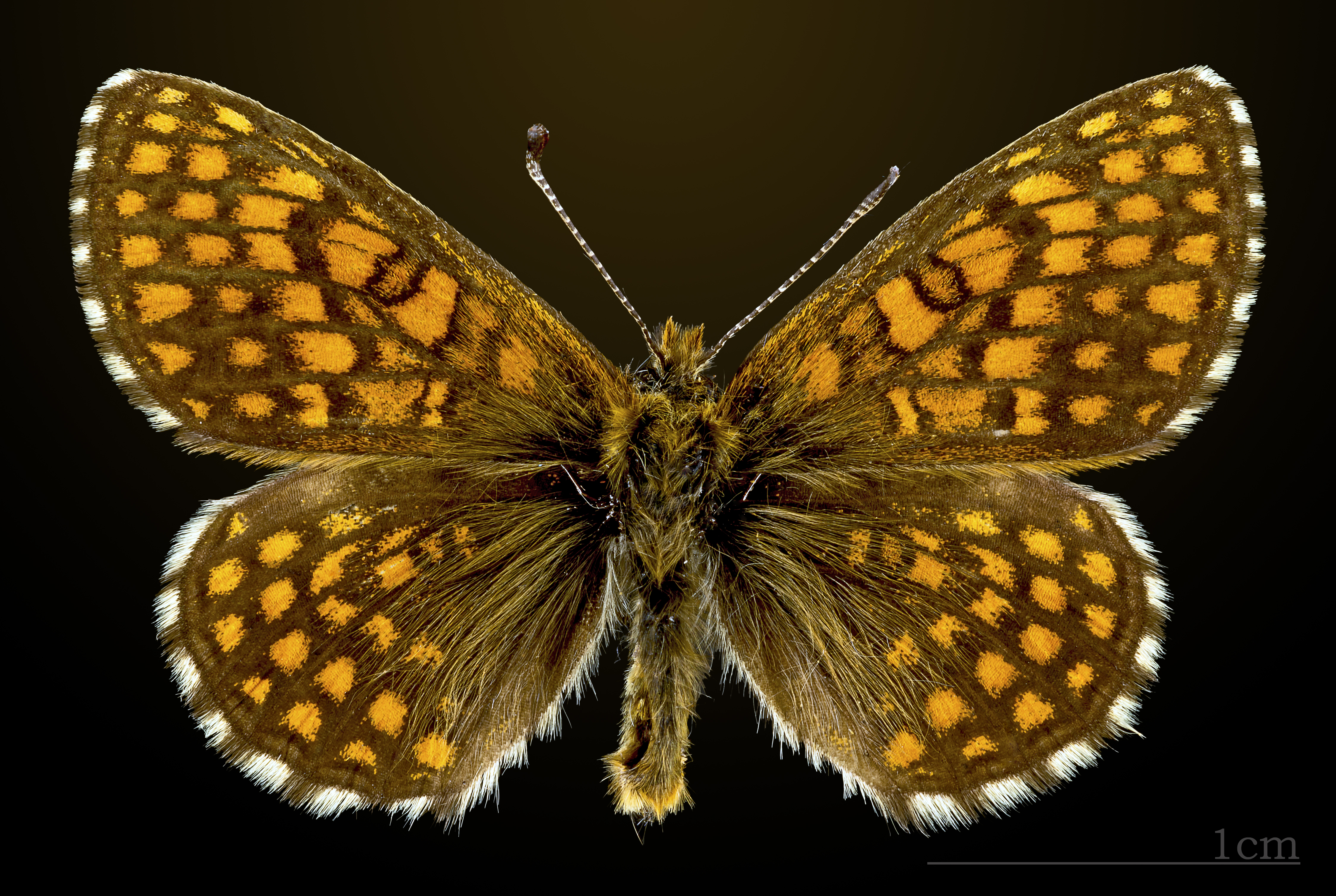
Шашечница Аврелия ♂
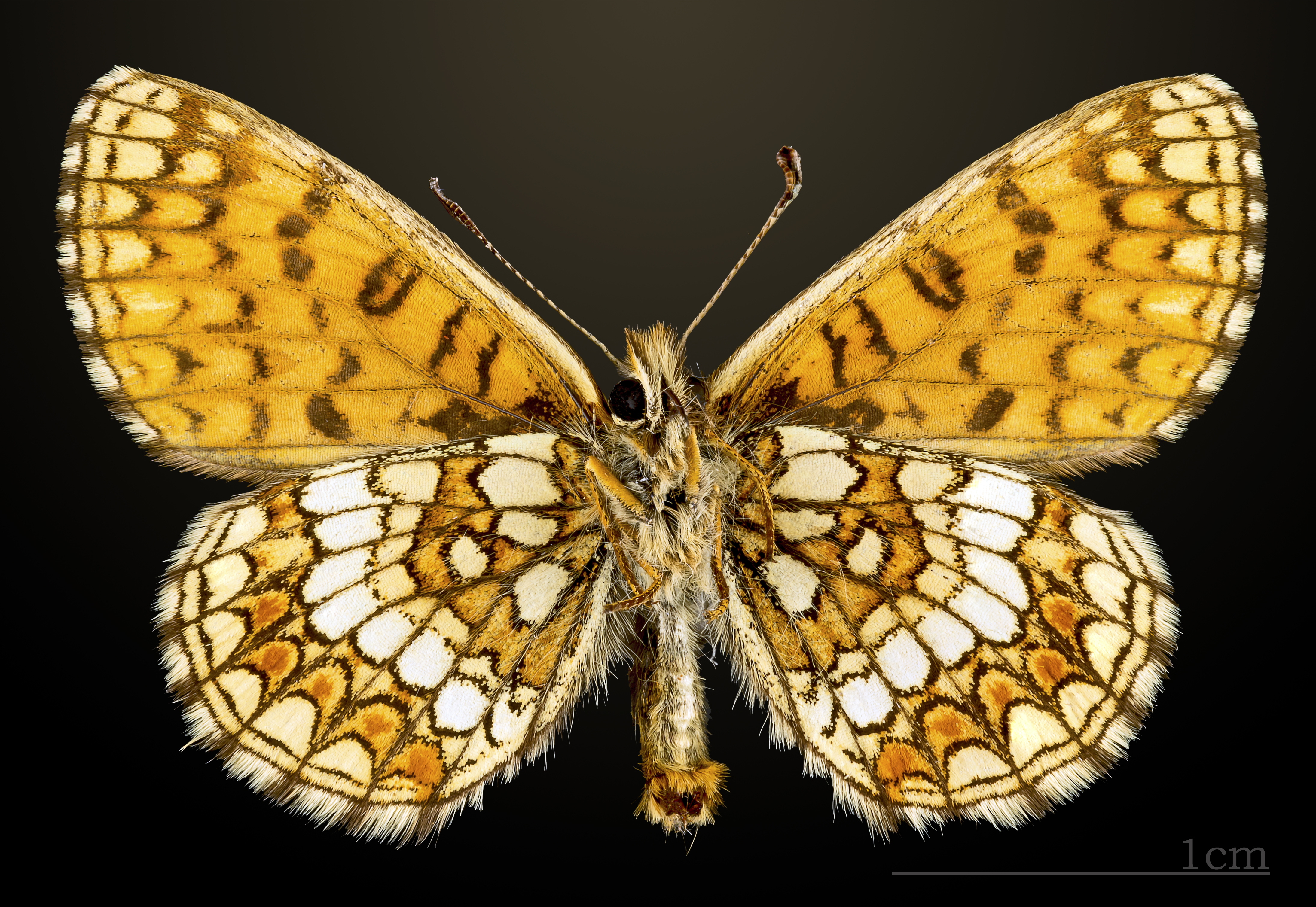
Шашечница Аврелия ♂△

## Экология
Гусеницы питаются на погремке малом (Rhinanthus minor), марьяннике луговом (Melampyrum pratense) и подорожнике ланцетолистном (Plantago lanceolata).